# Aconitum funiculare
Aconitum funiculare är en ranunkelväxtart som beskrevs av Otto Stapf. Aconitum funiculare ingår i släktet stormhattar, och familjen ranunkelväxter. Inga underarter finns listade i Catalogue of Life.